# Wudi (Oost-Java)
Wudi is een bestuurslaag in het regentschap Lamongan van de provincie Oost-Java, Indonesië. Wudi telt 1795 inwoners (volkstelling 2010).